# 圣皮埃尔德弗吕日
圣皮埃尔德弗吕日（法語：Saint-Pierre-de-Frugie，法語發音：[sɛ̃ pjɛʁ də fʁyʒi]）是法国多尔多涅省的一个市镇，位于该省北部，属于农特龙区。

## 地理
圣皮埃尔德弗吕日（45°34'23"N, 0°59'56"E）面积21.74 平方千米，位于法国新阿基坦大区多爾多涅省，该省份为法国西南部内陆省份，是法國本土面积第三大的省，大致对应佩里戈尔地区，北起顺时针与夏朗德省、上维埃纳省、科雷兹省、洛特省、洛特-加龙省、吉倫特省和滨海夏朗德省接壤。
与圣皮埃尔德弗吕日接壤的市镇（或旧市镇、城区）包括：比西耶尔加朗、圣普列斯特-莱富热尔、拉科基耶、菲尔贝。
圣皮埃尔德弗吕日的时区为UTC+01:00、UTC+02:00（夏令时）。

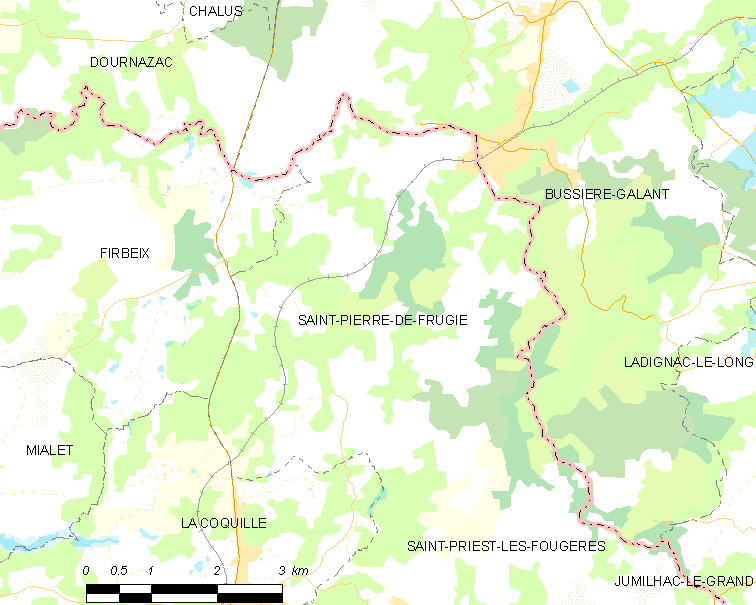
圣皮埃尔德弗吕日的OSM定位图

## 行政
圣皮埃尔德弗吕日的邮政编码为24450，INSEE市镇编码为24486。

## 政治
圣皮埃尔德弗吕日所属的省级选区为蒂维耶县。

## 交通
多尔多涅省省道D67线经过境内。

## 人口

1962-2008年间圣皮埃尔德弗吕日人口变化图示

圣皮埃尔德弗吕日于2022年1月1日时的人口数量为482人。